# 8289 Ан-Ееф'є
8289 Ан-Ееф'є (1992 JQ3, 1979 HZ, 1986 RT4, 1989 MR, 8289 An-Eefje) — астероїд головного поясу, відкритий 3 травня 1992 року.
Тіссеранів параметр щодо Юпітера — 3,655.